# Spirée tomenteuse
Spiraea tomentosa
Espèce
Classification APG II (2003)
La Spirée tomenteuse, Spiraea tomentosa, est une espèce de plantes à fleurs de la famille des Rosaceae. C’est un arbuste que l'on retrouve surtout au Canada et aux États-Unis d'Amérique, à l'état endémique.